# Clau de registre
La clau de canvi registre  és una clau del clarinet que s'utilitza per tocar al segon registre, és a dir, augmenta l'altura de la majoria de les notes del primer registre en un interval de dotzena (19 semitons) quan es prem. Se situa damunt del forat del polze esquerre i es maneja amb el polze esquerre.
La mateixa clau s'usa en combinació amb la clau del primer dit esquerre que produeix la nota escrita  la   4  que sona  si ♭ 4 . Alguns clarinetistes, particularment clarinets baixos i més greus, tenen claus separades, o un sistema de claus més complex, per controlar dos o tres forats separats per tocar el  si ♭, per tocar les notes inferiors del segon registre, i per tocar les notes superiors del segon registre. La clau d'octava que realitza la mateixa funció en oboès i saxòfons, eleva l'altura en un interval d'una octava.

## Nota
1. ↑  The Clarinet - how to fix
2. ↑  The Key system
3. ↑  Fingering Scheme for Clarinet